# الفيل في المنديل (فلم)
الفيل في المنديل (سعيد حركات) هو فيلم كوميدي مصري إنتاج 2011، بطولة وتأليف الفنان طلعت زكريا.

## القصة
تدور أحداث الفيلم في إطار كوميدي حول فكهاني يدعى «سعيد» يجسد دوره الفنان طلعت زكريا يتم تكليفه بمهمة قومية كبيرة يتحول بعدها لبطل قومي وعلى الجهة الأخرى يتولى الضابط رامي وحيد مهمة اكتشاف مفاعل نووي بإسرائيل ويحاول البحث عن بيانات تخص تلك العملية.

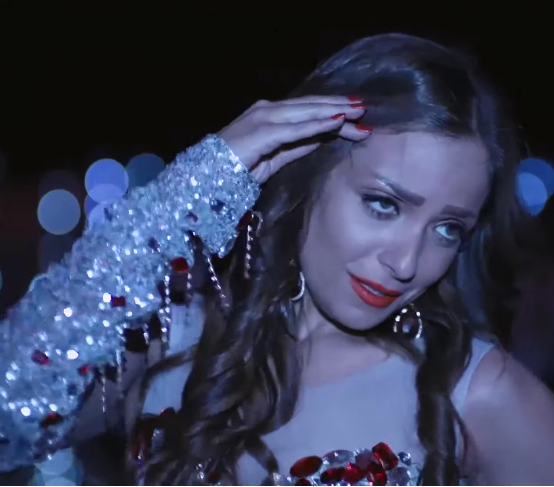
ريم البارودي

## الممثلين
- طلعت زكريا بدور سعيد حركات
- يوسف شعبان
- ريم البارودي
- منة عرفة
- أميمة طلعت زكريا
- رامي وحيد
- سعيد طرابيك
- محمد السبكي ضيف شرف
- نانا
- رضا ادريس
- عماد بعرور

## روابط خارجية
- مقالات تستعمل روابط فنية بلا صلة مع ويكي بيانات